# ルーク・ダーブリッジ
ルーク・ダーブリッジ（Luke Durbridge、1991年4月9日 - ）は、オーストラリア、パース出身の自転車競技選手。ロードレースとトラックレースの兼用選手である。

## 主な戦績

### 2008年
- ジュニア世界選手権自転車競技大会 団体追抜 優勝
- UCIトラックワールドカップ2008-2009　優勝（メルボルン - 団体追抜）

### 2009年
- オーストラリア選手権　優勝（団体追抜）
- ジュニア世界選手権自転車競技大会　優勝（個人タイムトライアル(ITT)、マディソン）

### 2010年
- UCIトラックワールドカップ2009-2010　優勝（北京 - 団体追抜）
- マージー・ヴァレー・ツアー 総合優勝
- ロードレース世界選手権・U23部門　2位（ITT）
- コモンウェルスゲームズ・　3位（ITT）

### 2011年
- オーストラリア選手権・U23部門　優勝（ITT、ポイントレース）
- トラックレース世界選手権 団体追抜 優勝（+ ジャック・ボブリッジ、ロハン・デニス、マイケル・ヘップバーン）
- ロードレース世界選手権・U23部門ITT 優勝

### 2012年
- オーストラリア選手権 ITT 優勝
- シルキュイ・ド・ラ・サルト 総合優勝
- クリテリウム・デュ・ドフィネ 区間1勝(プロローグ)
- エネコ・ツアー 総合5位
- ツール・デュ・ポワトゥー＝シャラント　総合優勝
- ロードレース世界選手権・チームタイムトライアル 3位

### 2013年
- オーストラリア選手権　優勝（個人タイムトライアル、個人ロードレース）
- シルキュイ・ド・ラ・サルト　区間優勝（第3ステージ・個人タイムトライアル）
- 世界選手権　2位　チームタイムトライアル

### 2014年
- オーストラリア選手権　2位（個人タイムトライアル）
- オセアニア選手権　優勝（個人ロードレース）
- デ・パンネ3日間　総合2位
- ジロ・デ・イタリア　区間優勝（第1ステージ・チームタイムトライアル）
- 世界選手権　2位（チームタイムトライアル）

### 2015年
- ジロ・デ・イタリア　区間優勝（第1ステージ・チームタイムトライアル）

### 2016年
- デュオ・ノルマン　優勝

### 2017年
- デ・パンネ3日間　区間優勝（第3bステージ・個人タイムトライアル）

### 2019年
- オーストラリア選手権　優勝（個人タイムトライアル）
- ティレーノ〜アドリアティコ　区間優勝（第1ステージ・チームタイムトライアル）
- チェコサイクリングツアー（英語版）　区間優勝（第1ステージ・チームタイムトライアル）

### 2020年
- オーストラリア選手権　優勝（個人タイムトライアル）

### 2025年
- オーストラリア選手権　優勝（個人ロードレース）